# Batis ituriensis
El batis del Ituri (Batis ituriensis) es una especie de ave paseriforme de la familia Platysteiridae propia de África Central.

## Descripción y hábitat
Se encuentra en la República Democrática del Congo y Uganda.
Su hábitat natural son los bosques húmedos tropicales.